# Helene von Forster
Helene von Forster z domu Schmidmer (ur. 27 sierpnia 1859 w Norymberdze, zm. 16 listopada 1923 tamże) – niemiecka poetka i działaczka społeczna działająca na rzecz praw kobiet. Przewodnicząca Verein Frauenwohl, członek zarządu niemieckiej organizacji Vorstandsmitglied des Bundes deutscher Frauenvereine. Jej imię nosi szkoła podstawowa w Nürnberg.

## Ważniejsze publikacje
- Moment-Aufnahmen. J. L. Stich, Nürnberg 1892
- Im Freilicht.  Nisters Kunstanstalt, Nürnberg 1893 (Gedichte)
- Die Frau, die Gehilfin des Mannes. Nürnberg 1893
- Nürnberg nach Aquarellen. W. Ritter mit Versen von Helene v. Forster. Ritter u. Klöden, 1896
- Das Burgweiblein. 1902 (Festspiel)
- Stimmungsbilder aus Nürnberg. Verlag Nister, Nürnberg 1906
- Im Hause des Martin Behaims. 1907 (Spiel)
- Familie und Persönlichkeits-Kultur. Vandenhoeck & Ruprecht, 1913